# فاطما اوزلم تورسون
فاطما اوزلم تورسون (انگلیسی: Fatma Özlem Tursun؛ زادهٔ ۲۹ مارس ۱۹۸۸) بازیکن فوتبال اهل ترکیه است.